# 帕維嶺
68°34′S 66°59′W / 68.567°S 66.983°W
帕維嶺（英語：Pavie Ridge）是南極洲的山嶺，位於葛拉漢地的法利埃海岸，海拔高度超過500米，流經馬丁冰川，最終注入默雷恩灣，是伯特蘭山麓冰川的東南端，在1909年由法國探險隊命名。